# Diomus xanthaspis
Diomus xanthaspis är en skalbaggsart som först beskrevs av Étienne Mulsant 1850.  Diomus xanthaspis ingår i släktet Diomus och familjen nyckelpigor. Inga underarter finns listade i Catalogue of Life.